# سنديان أغبر

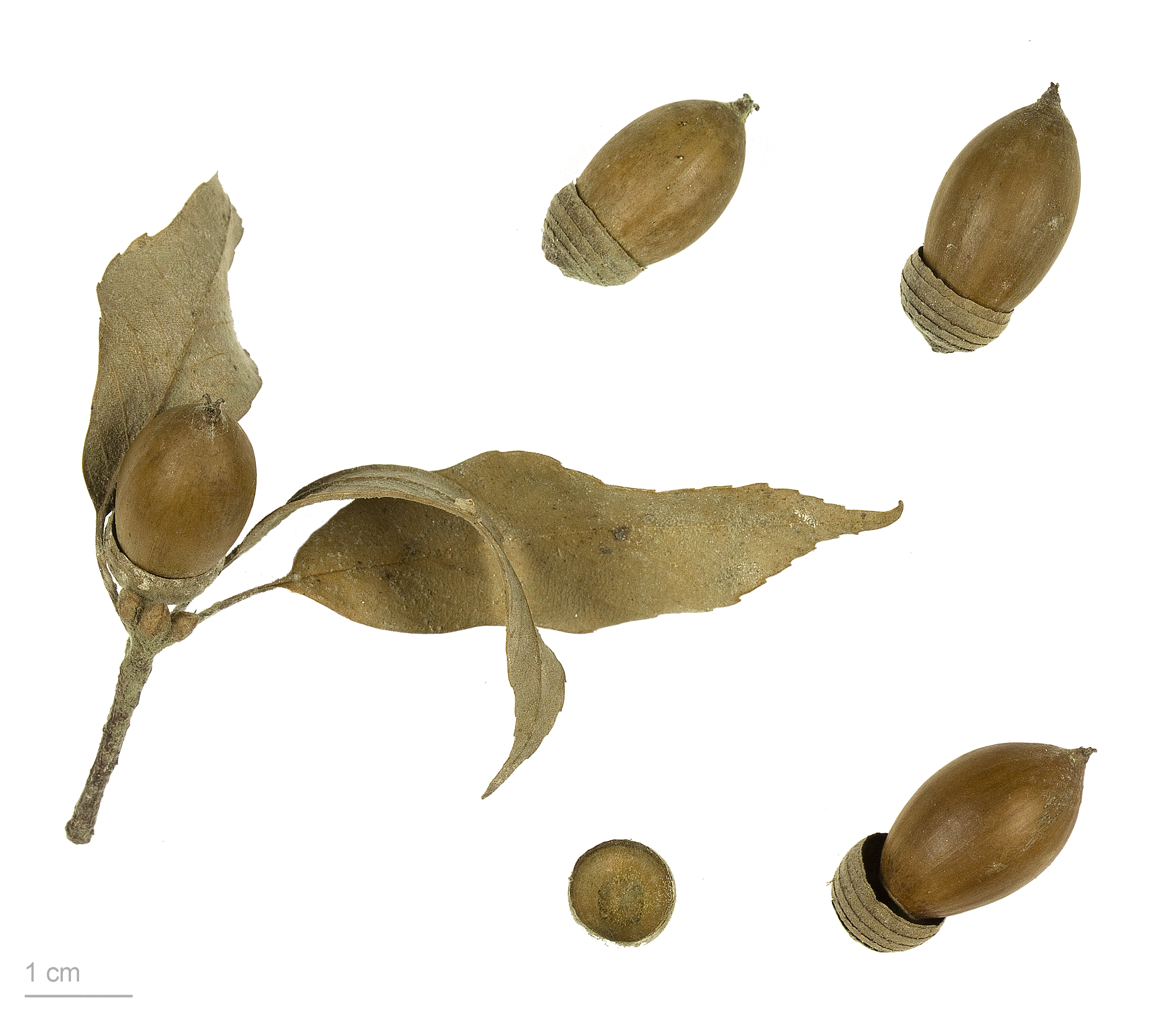
Quercus glauca

السنديان الأغبر أو السنديان بحري الورق نوع نباتي شجري من جنس السنديان من الفصيلة الزانية.

## الموئل والانتشار
ينتشر هذا النوع في معظم مناطق وسط وجنوب آسيا من أفغانستان وباكستان إلى الصين واليابان.